# HMS Havelock (H88)
«Гевлок» (H88) (англ. HMS Havelock (H88) — військовий корабель, ескадрений міноносець типу «H» Королівського військово-морського флоту Великої Британії за часів Другої світової війни.

## Історія створення
Есмінець «Гевлок» був закладений 30 березня 1938 року на верфі компанії J. Samuel White, Коуз на замовлення Бразильських ВМС. 5 вересня 1939 року проданий уряду Великої Британії та 10 лютого 1940 увійшов до складу Королівських ВМС Великої Британії.